# خيمة

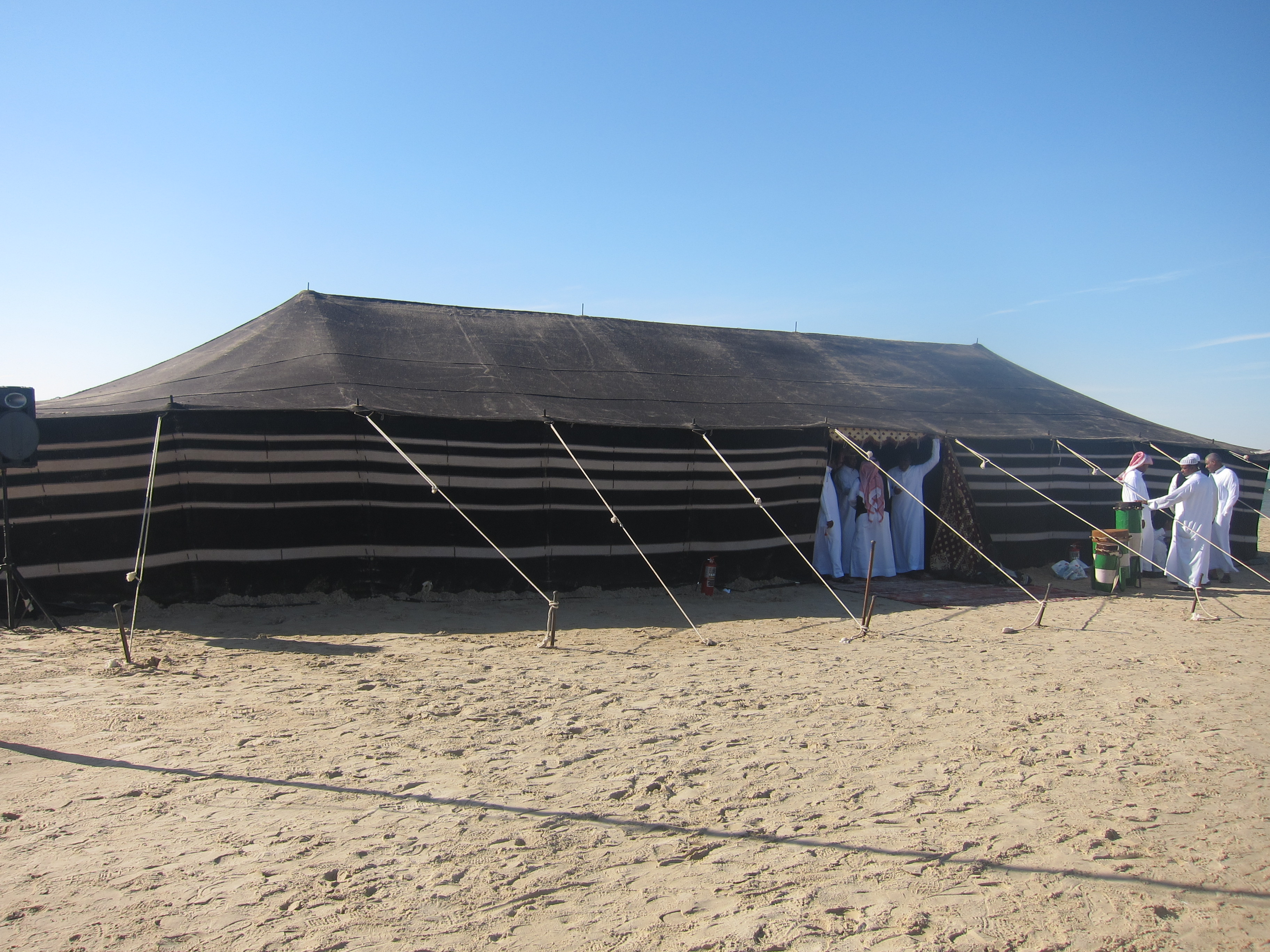
خيمة عربية حديثة بالسعودية.

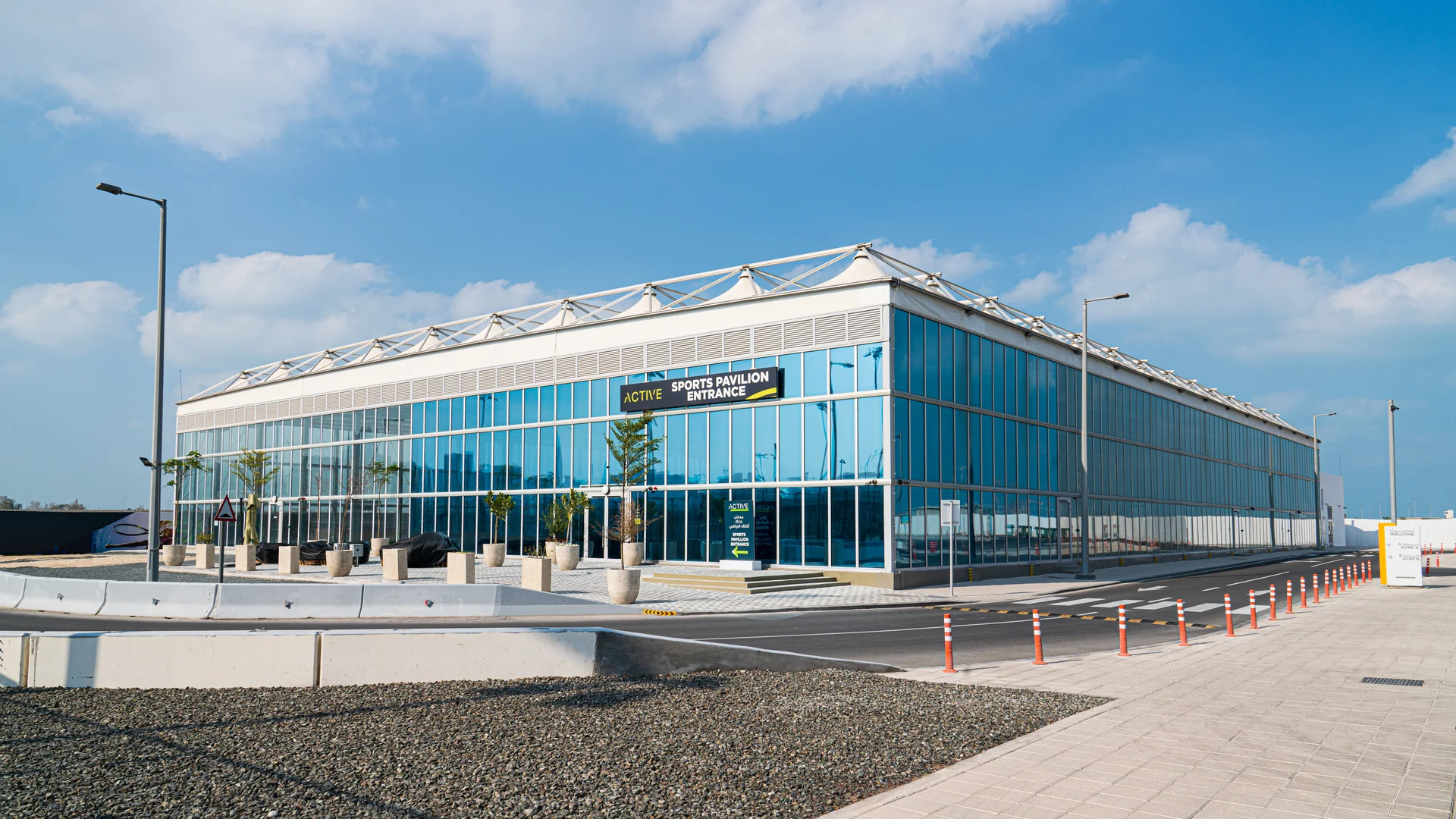
خيمة الثورة هي حل خيمة عملاقة متميزة مصممة للأحداث المرموقة ذات السعة العالية

الخيمة هي مأوى يصنع من أغطية نسيجية أو أغطية أخرى تصنع من مواد أخرى، يتم نصب الخيمة على أعمدة وتشد وتثبت عن طريق الحبال والأوتاد، تتراوح أحجام الخيام من الخيم ذات السعة لشخص واحد إلى خيام السيرك الضخمة التي تستوعب آلاف الأشخاص.
إلى جانب الخيام التقليدية، ظهرت أنواع حديثة تُعرف بـ"الخيام الأوربية"، وهي خيام متطورة تُستخدم حلولًا بديلة للبناء في العديد من المناطق حول العالم. تمتاز هذه الخيام بقدرتها العالية على مقاومة تقلبات الطقس، مثل الحرارة الشديدة، الرياح، والأمطار، مما يجعلها خيارًا عمليًا ومستدامًا في المشاريع المؤقتة أو طويلة الأمد، خاصة في مناطق الخليج والبيئات الصحراوية. تستخدم هذه الخيام في مجالات متعددة، منها السكن العمالي، الفعاليات، المستودعات، والمرافق المؤقتة، وتُعد بديلاً اقتصادياً وسريع الإنشاء مقارنة بالبناء التقليدي.

## الصور

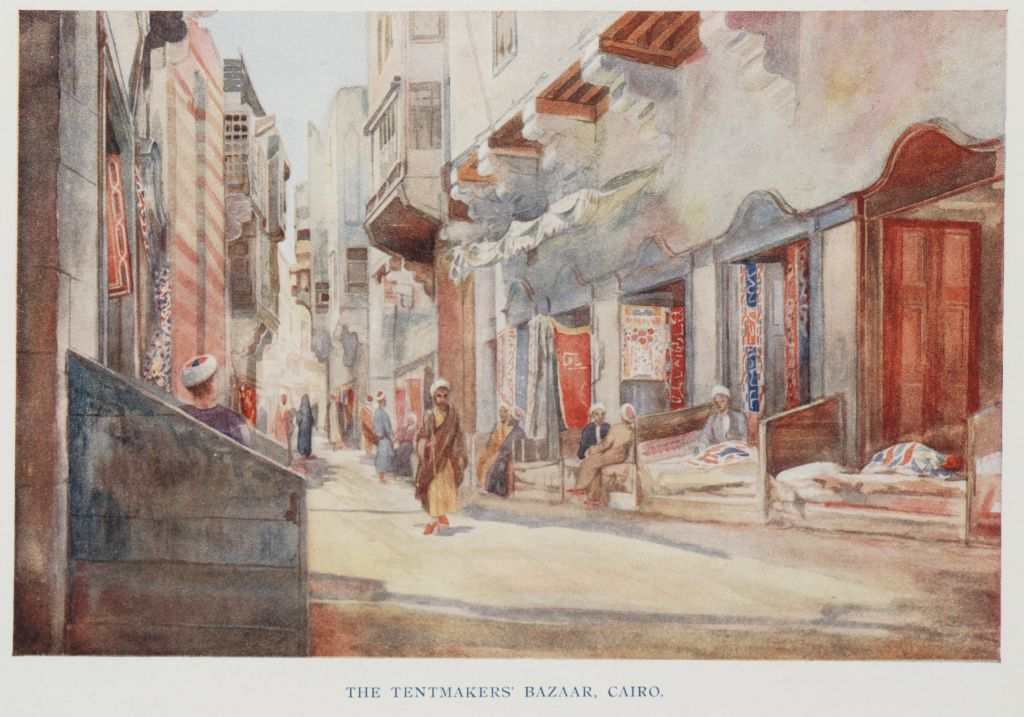
بازار الخيامين في القاهرة 1907م
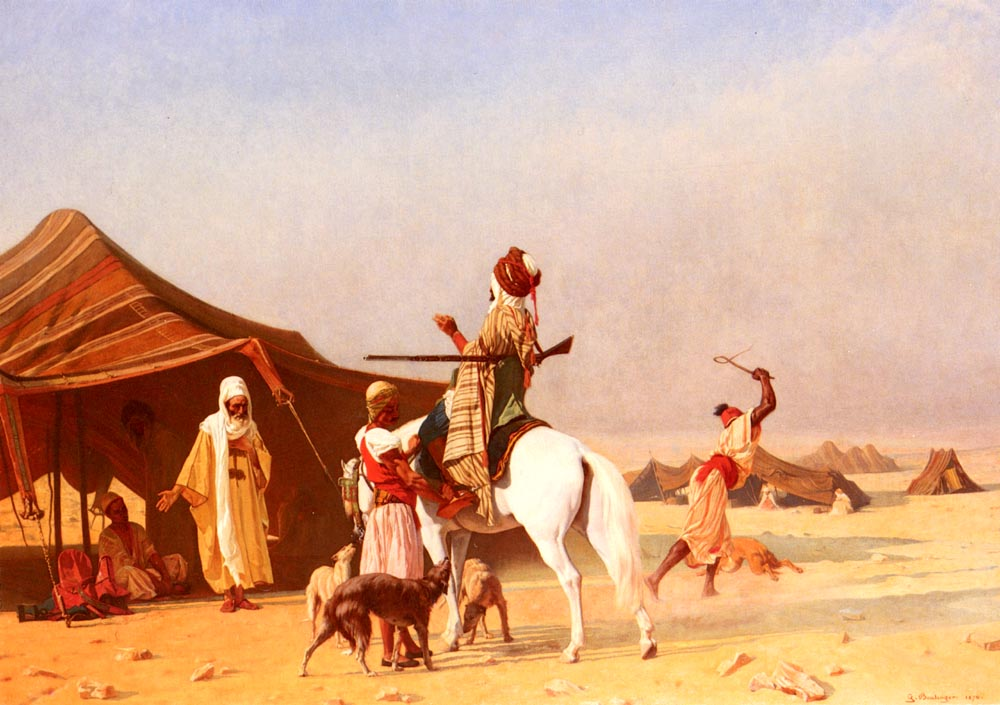
خيمة عربية في أحد الأفلام.
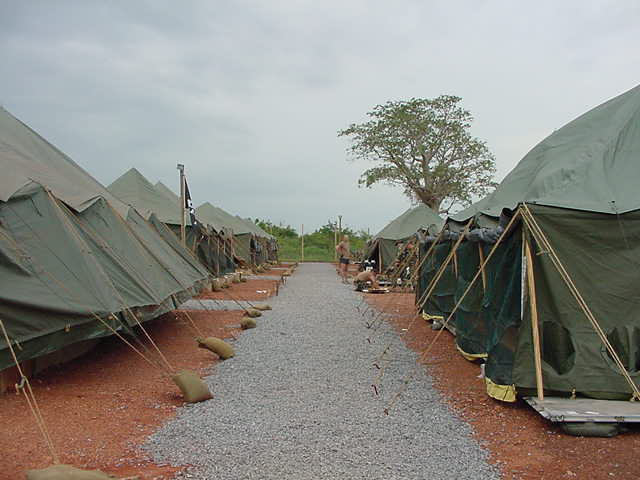
خيام عسكرية